# Anna Cascella Luciani
Anna Cascella Luciani (Roma, 20 febbraio 1941 – Roma, 31 luglio 2023) è stata una poetessa italiana.

## Biografia
Esordisce in poesia, negli anni settanta, su riviste quali Nuovi Argomenti, Le printemps italien, Salvo Imprevisti, o in antologie come L'animale - Poesia nel movimento (1977) e Specchio mio bello specchio. Favole di donne e bambine (1979). Negli anni a seguire numerose sono le collaborazioni a riviste e antologie. 
Con la Lithos Editrice, nel 1995, ha edito I colori di Gatsby - Lettura di Fitzgerald. 
In occasione della pubblicazione della raccolta di poesie I semplici, in omaggio e in ricordo della madre, nel ventennale della sua scomparsa, al primo cognome Cascella - con cui ha firmato dal 1977 le sue pubblicazioni - ha aggiunto il cognome materno, firmandosi dal 2002 come Anna Cascella Luciani.
Per RadioRai 3 ha scritto il radiodramma Bolero, curato rubriche di poesia e recensito testi di letteratura angloamericana ed inglese (anni Settanta, Ottanta, Novanta); ancora per RadioRai 3 ha collaborato a Ad alta voce, nel 2004, 2006, e, nel 2007, è stata tra le interpreti, con altre poetesse italiane, della pièce di Picasso Il desiderio preso per la coda, in diretta dall'Accademia Reale di Spagna a Roma, per la regia di Giorgio Marini. Nel 2008 ha ricevuto il premio Tarquinia-Cardarelli per la poesia. 
Nel 2011 ha pubblicato Tutte le poesie (1973-2009), dove ha riunito 36 anni di scrittura di poesia, con Venaria, Luoghi, Migrazioni, Tesoro da nulla, i semplici, Esculapio, Colore per colore, Tutte le oscurità del verde, Incisioni, dalla finestra il cielo, per Gaffi Editore, Roma, con una Introduzione di Massimo Onofri. Nello stesso anno, 2011, ha raccolto le sue traduzioni da Emily Dickinson in Rosso, purpureo, scarlatto. 
Negli anni precedenti ha edito la silloge Le voglie, nel collettaneo del 1980, Nuovi Poeti Italiani, 1, Einaudi, e con Vanni Scheiwiller, All'Insegna del Pesce d'Oro, nel 1990, le poesie di Tesoro da nulla, risvolto di copertina di Franco Fortini. Nel 1996 Piccoli Campi, con una Nota di Giovanni Giudici, per la Stamperia dell'Arancio, invitata da Marco Fazzini, e i semplici, Roma, Il Bulino, 2002. A i semplici Il compositore Enrico Renna, nel 2003, ha dedicato Per Anna - sette composizioni per flauto solo -, in prima esecuzione a Roma, nel cortile del palazzo Medici Clarelli - sede del I Municipio -, Renna al flauto, Anna C.L., voce recitante. 
Le molte collaborazioni con artisti quali Ettore Spalletti, Achille Pace, Enrico Pulsoni, Walter Piacesi (collana "Le conchiglie", n. 5, Edizioni dell'Ombra]) Franco Dugo, Simonetta Melani, Gaetano Bevilacqua (collana "Il Golfo", n. 15, Edizioni dell'Ombra), André Beuchat, Tommaso Cascella, Cosimo Budetta, Adriana Civitarese, Nicoletta Moncalieri, Luciano Ragozzino, hanno portato, nel 2009, ad una sua "Mostra di poesie in edizione d'arte", presso la Biblioteca Vallicelliana di Roma, allestita da Fabio Guindani. Per M.me Webb Editore, Domodossola (già numerosi i titoli per le plaquette nelle "Copertine"), con un disegno e un collage di G. Arcidiacono, ha edito i "librini" ai quali ha dato titolo Ad insulas, 2014, e Pinakes, 2015. Due tra le collaborazioni con l'incisore André Beuchat, nelle sue edizioni d'arte Alma Charta - eden a meridione - e, per Emily Dickinson - 764 -, sono state esposte, dall'artista, al Codex Book di San Francisco, del 2015. Molte le plaquette edite con il PulcinoElefante di Alberto Casiraghy, tra le quali, a cura di Enzo Eric Toccaceli, per Franco Fortini, che riproduce un disegno autografo di Fortini.
Nel giugno del 2016, l'incisore-editore André Beuchat ha portato a termine, in 30 esemplari, un cofanetto contenente 6 plaquette, ciascuna con una poesia di Emily Dickinson, affiancata dalla versione italiana di A. Cascella Luciani e da un'acquaforte originale tirata su torchio a stella di Beuchat.
Nell'ottobre dello stesso anno, è stato stampato il volume di poesie inedite Gli amori terreni. 2009-2012, per conto delle Edizioni L'Obliquo di Giorgio Bertelli, con una Nota di Marco Corsi e un disegno di copertina appositamente realizzato per l'occasione da Ettore Spalletti. 
Nel mese di dicembre 2020 è stato pubblicato, per le Edizioni Macabor di Bonifacio Vincenzi, e per le cure di Marco Corsi, il volume La luna e le sue forme. Testimonianze critiche per la poesia di Anna Cascella Luciani, con un'antologia poetica di testi editi e inediti. 
Ed è per le edizioni Macabor il libro di poesie tra spighe viola pallido. 2013-2017, 2022, prefazione di Giulio Ferroni, con una testimonianza di Marco Corsi. Il volume ha al suo interno due raccolte degli stessi anni, Invalidi esili e Fuoco erboreo. 
Per le edizioni Via Ozanam - poesia, curate da Giorgio Ghiotti e Leonardo Laviola, esce, alla fine di ottobre del 2022, la plaquette A Lisabetta, raccontando al fuoco, che contiene poesie inedite dalla raccolta La vita precedente.

## Poesia
- Le voglie in Nuovi poeti italiani, 1, Torino, Einaudi, 1980
- Tesoro da nulla, Milano, Scheiwiller, All'Insegna del Pesce d'Oro, 1990 (premio “Laura Nobile” e premio Mondello opera prima)
- Piccoli Campi, Grottammare, Stamperia dell'Arancio, 1996 (premio Sandro Penna, e Procida, Isola d'Arturo – Elsa Morante)
- A mano, 16 poesie, con un lavoro di Ettore Spalletti, Pescara, 1998
- La madia azzurra la spilla brillante, con un lavoro di Ettore Spalletti, Pescara, 1999
- Colore per colore, con lavori di Ettore Spalletti, Pescara, 2000
- I semplici, Roma, Il Bulino, 2002[8]
- Tutte le oscurità del verde, Milano, Quaderni di Orfeo, 2006[9]
- E*O, Milano, Edizioni Il ragazzo innocuo, 2007[10]
- (con Tommaso Cascella) Migrazioni/a specchio, Bomarzo, Il Cervo Volante, 2008[11]
- meta-terrestre, Salerno, Edizioni dell'Ombra, 2009[12]
- Tutte le poesie (1973-2009), Roma, Gaffi Editore, «i Sassi» 2011 (premio “Luciana Notari”)[13]
- Per Giovanna, Milano, Edizioni Il ragazzo innocuo, 2012[14]
- Gli amori terreni. 2009-2012, con una Nota di Marco Corsi, Brescia, Edizioni L'Obliquo, 2016[15]
- Duale, con Marco Vitale, Milano, Il ragazzo innocuo, 2017[16]
- Invalidi esili, Copertine di M.me Webb, 2018
- Le gioie, Copertine di  M.me Webb, 2019
- tra spighe viola pallido. 2013-2017, prefazione di Giulio Ferroni, con una testimonianza di Marco Corsi, Francavilla Marittima, Macabor, 2022[17]
- ' 'A Lisabetta, raccontando al fuoco, Roma, Via Ozanam - poesia, 2022